# Harmonium (album)
Harmonium è il secondo album della cantautrice statunitense Vanessa Carlton, pubblicato il 21 ottobre 2004 per la A&M.

## Accoglienza
| Recensione           | Giudizio |
| -------------------- | -------- |
| AllMusic             |          |
| Entertainment Weekly | B–       |
| PopMatters           | 5/10     |
| Rolling Stone        |          |

Harmonium ha ottenuto recensioni miste da parte dei critici musicali. Su Metacritic, sito che assegna un punteggio normalizzato su 100 in base a critiche selezionate, l'album ha ottenuto un punteggio medio di 54 basato su otto recensioni.

## Tracce
Testi e musiche di Vanessa Carlton, eccetto dove indicato.
1. White Houses – 3:45 (Vanessa Carlton, Stephan Jenkins)
2. Who's to Say – 4:51 (Carlton, Jenkins)
3. Annie – 4:48 (Carlton, Jenkins)
4. San Francisco – 4:12
5. Afterglow – 3:56
6. Private Radio – 2:59 (Carlton, Jenkins)
7. Winter – 3:27
8. C'est la Vie – 2:34
9. Papa – 2:39
10. She Floats – 5:15
11. The Wreckage (Ghost Track) – 2:17

## Successo commerciale
Negli Stati Uniti Harmonium ha debuttato alla posizione #33 della Billboard 200, vendendo 36 000 copie nella prima settimana. A febbraio 2006 le copie vendute risultavano essere 179 000, non riuscendo quindi a eguagliare il successo dell'album precedente, Be Not Nobody, certificato disco di platino.

## Classifiche
| Classifica (2004) | Posizione massima |
| ----------------- | ----------------- |
| Stati Uniti       | 33                |